# John Reed
John "Jack" Silas Reed (22. oktober 1887 – 19. oktober 1920) var en amerikansk journalist og aktiv kommunist, berømt for sine oplevelser af den russiske revolution i 1917 beskrevet i bogen Ti dage der rystede verden. Han var gift med forfatteren og feministen Louise Bryant. Filmen Reds (1981), instrueret af Warren Beatty, handlede om Reed og Bryant.

## Fødsel og uddannelse
Reed blev født i 1887 i Portland, Oregon. Han holdt ikke af sin fødeby. Ifølge hans egne skriverier forlod han Portland, så snart det var muligt for at studere på Harvard University i 1906. Her skrev han blandt andet The Harvard Lampoon. Han dimitterede i 1910.

## Journalistik
Han blev kendt for sin journalistik, især for sine sympatiske dækninger af arbejderbevægelsen, de ansattes rettigheder, strejker og hans rapportering fra den Mexicanske revolution. Han havde et kort forhold til socialisten Mabel Dodge. Reed og hans kone, Louise Bryant, var gode venner med Eugene O'Neill. Mens Reed var i Europa for at dække begivenhederne fra Første Verdenskrig hørte han om den Bolsjeviske Revolution under opsejling og tog til Rusland i 1917. Hans oplevelser og interviews med Vladimir Lenin gav stof til hans bog.

## Kommunisme
Da han rejste tilbage til USA flyttede han til Croton on Hudson, New York. Han blev en del af den tidlige kommunistiske bevægelse og var en ledende figur i det venstre-orienterede Socialistparti, samt sympatisør for den radikale fagforening Industriens Arbejdere i Verden (engelsk: The Industrial Workers of the World). Som sådan var han medvirkende i grundlæggelsen af Kommunistpartiet. Dette parti var ulovligt og det ene af kun to partier der støttede det nyligt grundlagte Kommunist International (Comintern). Det var som delegeret i dette Comintern-partiet at Reed returnerede til Rusland. Han døde i Moskva af tyfus og blev den eneste amerikaner som er begravet ved Kremls mur (Kremlin Wall Necropolis) ved Den Røde Plads.